# Dasyceps
Genre
Espèce
Dasyceps est un genre éteint d'amphibiens temnospondyles du Permien inférieur d'Angleterre,.